# Ken Alibek

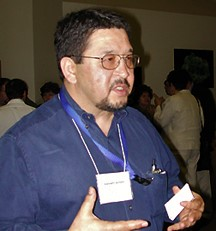
Ken Alibek, 2003

Kanatschan Alibekow (russisch Канатжан Алибеков, kasachisch Қанатжан Әлібеков) (* 1950) – seit 1992 bekannt auch als Ken Alibek – ist ein amerikanischer, aus der Sowjetunion geflohener Arzt, Mikrobiologe, Oberst und Biowaffenexperte.

## Leben
Ken Alibek wurde als Kanatschan Alibekow im kasachischen Dorf Kautschuk geboren und wuchs in Alma-Ata auf. Er studierte Militärmedizin in Tomsk und arbeitete danach für Biopreparat Moskau an einem Biowaffenprogramm.
Seine erste Arbeitsstelle war (1975) das Institut für angewandte Biochemie (IAB) nahe Omutninsk, ein kombiniertes Pestizidproduktionswerk und Reservebiowaffenfabrik zur Vorbereitung eines Biowaffenkrieges. In Omutninsk entwickelte Alibek Nährmedien zur Züchtung und Massenherstellung von als Biowaffen geeigneten Bakterien. Er optimierte die Entwicklung und Großherstellung von Mikroorganismen und ihrer Toxine. Nach weniger als einem Jahr in Omutninsk wurde Alibek in das sibirische Berdsk versetzt. Mit Unterstützung eines Kollegen baute er ein mikrobiologisches Labor auf, das biologische Techniken zur schnellen Vermehrung von Mikroorganismen, die sich zur Biowaffenproduktion eigneten, optimierte.
Bald wurde Alibekow zurück versetzt, wo er in die Position des stellvertretenden Direktors aufstieg. Er stieg schnell in der Hierarchie der Sowjetarmee auf und wurde der erste Direktor von Biopreparat, wo er ein Biowaffenforschungsprogramm leitete.
1992 floh er in die USA, wurde amerikanischer Staatsbürger und Biowaffengegner. Er hat sich aktiv für die biologische Abrüstung und eine biowaffenfreie Militär-Strategie der US-Regierung eingesetzt. Er ist CEO von AFG Biosolutions Inc. (USA) und Präsident und CEO von MaxWell Biocorporation, LLC (Ukraine).
Nachdem aus Angst vor weiteren Anthrax-Attentaten 2001 große Mengen des Gegenmittels Ciprofloxacin ausgegeben wurden, warnte Alibek, dass die breite Verwendung von Antibiotika zahlreiche neue, resistente Bakterien zur Folge haben würde.

## Veröffentlichungen
- Ken Alibek, Steven Handelman: Biohazard: The Chilling True Story of the Largest Covert Biological Weapons Program in the World – Told from Inside by the Man Who Ran It. Random House, 1999, ISBN 0-385-33496-6 (englisch).
- The Anthrax Vaccine: Is It safe? Does it Work? (2002), Reviewer. National Academy Press, Washington, D.C., Institute of Medicine.
- Biological Threats and Terrorism: Assessing the Science and Response Capabilities (2002), Workshop Summary, Contributor. National Academy Press, Washington, D.C., Institute of Medicine.
- R.S. Weinstein, K. Alibek: Biological and Chemical Terrorism: A Guide for Healthcare Providers and First Responders. Thieme Medical Publishing, New York 2003.
- K. Alibek et al.: Biological Weapons. In: Bio-Prep, Louisiana, Jan 2003.
- I. Fong, K. Alibek: Bioterrorism and Infectious Agents: A New Dilemma for the 21st Century. Springer, 2005.
- I. Fong, K. Alibek: New and Evolving Infections of the 21st Century. Springer, 2006.
- K Alibek, T Grechana, L Grechanyiy et al.: Link Between Intestinal Microflora and Gut Immune System: Changes Related to Age. In: Fiziol Zur. Band 3, Nr. 54, Juni 2008.
- K Alibek, T Klimenko et al.: Viral Carcinogenesis: Current Point of View. In: Lik Sprava. 2007.
- K Alibek, A Pashkova: Infection as a risk factor in the atherosclerosis development: current concepts and treatment opportunities. In: Lik Sprava. Band 3, Nr. 3-13, 2007, PMID 18273960.
- K Alibek, NV Osipov, SA Nazarenko: Role of microorganisms in etiology and pathogenesis of aging. In: Lik Sprava. Nr. 1–2, 2007, S. 10–17 (englisch).
- Dan Richards, Kenneth Alibek, Michael G Katze, Mark A Wainberg, Richard J Webby: Controversies in 21st century virology. In: Future Virology, May 2006, Vol. 1, No. 3, S. 263–268
- K Alibek, G Liu: Biodefense shield and avian influenza. In: Emerg Infect Dis, 2006, May;12(5), S. 873–875, PMID 16710964.
- VA Karginov, A Yohannes, TM Robinson, K Alibek et al.: Beta-cyclodextrin derivatives that inhibit anthrax lethal toxin. In: Bioorganic & Medicinal Chemistry, 2006, Jan 1;14(1), S. 33–40. Epub 2005 Sep 19, PMID 16169738.
- M Forino, S Johnson, TY Wong, K. Alibek et al.: Efficient synthetic inhibitors of anthrax lethal factor. In: Proc Natl Acad Sci U S A, 2005, Jul 5;102(27), S. 9499–9504. Epub 2005 Jun 27, PMID 15983377.
- SG Popov, TG Popova, S Hopkins, K Alibek et al.: Effective antiprotease-antibiotic treatment of experimental anthrax. In: BMC Infect Dis, 2005, Apr 8;5(1), S. 25, PMID 15819985
- K Alibek: Smallpox: a disease and a weapon, Int J Infect Dis, 2004, Oct;8 Suppl 2, S. 3–8, PMID 15491869
- G Liu, Q Zhai, D Schaffner, K Alibek et al.: „Bacillus alcalophilus“ peptidoglycan induces IFN-alpha-mediated inhibition of vaccinia virus replication. In: FEMS Immunol Med Microbiol, 2004, Oct 1;42(2), S. 197–204, PMID 15364104.
- K Alibek, C Bailey BioShield or biogap? In: Biosecur Bioterror, 2004, 2(2), S. 132–133, PMID 15225408.
- G Liu, Q Zhai, DJ Schaffner, K Alibek et al.: Prevention of lethal respiratory vaccinia infections in mice with interferon-alpha and interferon-gamma. In: FEMS Immunol Med Microbiol, 2004, Apr 9;40(3), S. 201–206, PMID 15039095.
- G Liu, Q Zhai, D Schaffner, K Alibek et al.: IL-15 induces IFN-beta and iNOS gene expression, and antiviral activity of murine macrophage RAW 264.7 cells. In: Immunol Lett, (2004), Feb 15;91(2-3), S. 171–178; PMID 15019287.
- SG Popov, TG Popova, E Grene, K Alibek et al.: Systemic cytokine response in murine anthrax. In: Cell Microbiol (2004) Mar;6(3), S. 225–233, PMID 14764106.
- VA Karginov, TM Robinson, J Riemenschneider, K Alibek et al.: Treatment of anthrax infection with combination of ciprofloxacin and antibodies to protective antigen of „Bacillus anthracis“. In: FEMS Immunol Med Microbiol, (2004), Jan 15;40(1), S. 71–74, PMID 14734189.
- AG Wu, D Alibek, YL Li, K Alibek et al.: Anthrax toxin induces hemolysis: an indirect effect through polymorphonuclear cells. In: J Infect Dis (2003), Oct 15;188(8), S. 1138–1141. Epub 2003 Sep 30; PMID 14551883.
- SN Radyuk, PA Mericko, TG Popova, K Alibek et al.: In vitro-generated respiratory mucosa: a new tool to study inhalational anthrax. In: Biochem Biophys Res Commun (2003), Jun 6;305(3), S. 624–632.
- VI Klichko, J Miller, A Wu, K Alibek et al.: Anaerobic induction of „Bacillus anthracis“ hemolytic activity. In: Biochem Biophys Res Commun (2003), Apr 11;303(3), S. 855–862, PMID 12670489.
- SG Popov, R Villasmil, J Bernardi, K Alibek et al.: Effect of „Bacillus anthracis“ lethal toxin on human peripheral blood mononuclear cells. In: FEBS Lett (2002), Sep 11;527(1-3), S. 211–215, PMID 12220662.
- SG Popov, R Villasmil, J Bernardi, K Alibek et al.: Lethal toxin of „Bacillus anthracis“ causes apoptosis of macrophages. In: Biochem Biophys Res Commun (2002), Apr 26;293(1), S. 349–355, PMID 12054607.
- K. Alibek: Bioterrorism Threat in Modern World. Abstract of presentation to the World Economic Forum Annual Meeting, New York 2002.
- K. Alibek: Mighty Microbe. In: Defense Review, Autumn, 2001, S. 44.
- K. Alibek: Biological Weapons: Threat and Defense. Abstract of presentation to the World Economic Forum Annual Meeting, Davos, Switzerland, 2000.
- K. Alibek: The Soviet Union’s anti-agricultural biological weapons. In: Ann N Y Acad Sci (1999), 894, S. 18–19, PMID 10681964.
- K. Alibek: Behind the mask: biological warfare. In: Perspective, Volume IX, Number 1, September-October 1998.

### Anhörungen
- Terrorist and Intelligence Operations: Potential Impact on the U.S. Economy. Testimony before the Joint Economic Committee, Mai 1998 (Memento vom 20. April 1999 im Internet Archive)
- Testimony before the House Military Procurement and Military Research & Development Subcommittees, 20. Oktober 1999
- Testimony before the House Armed Services Committee, May, 2000
- Testimony before the House Subcommittee on National Security, Veterans Affairs, and International Relations of the Committee on Government Reform, October, 2001: "Combating Terrorism: Assessing the Threat of a Biological Weapons Attack", House Serial No. 107-103 (Memento vom 1. Juli 2004 im Internet Archive)
- Testimony before the House Committee on International Relations, December, 2001: "Russia, Iraq, and Other Potential Sources of Anthrax, Smallpox, and Other Bioterrorist Weapons"
- Testimony before the Senate Subcommittee on Labor, Health and Human Services, Education, and Related Agencies of the Committee on Appropriations, November, 2001 (Memento vom 2. August 2008 im Internet Archive) (PDF; 25 kB)
- Testimony before the Subcommittee on Prevention of Nuclear and Biological Attack, Committee on Homeland Security, U.S. House of Representatives, July 28, 2005: "Implementing a National Biodefense Strategy" (Memento vom 2. August 2008 im Internet Archive)
- House Permanent Select Committee on Intelligence, March 1999 Biological Warfare Threats
- Testimony before the House Subcommittee on Prevention of Nuclear and Biological Attack, July, 2005: "Engineering Bio-terror Agents: Lessons Learned from the Offensive U.S. and Russian Biological Weapons Programs"